# Richard Brent (Politiker)

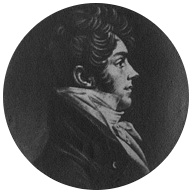
Richard Brent

Richard Brent (* 1757 im Stafford County, Colony of Virginia; † 30. Dezember 1814 in Washington, D.C.) war ein US-amerikanischer Politiker (Demokratisch-Republikanische Partei), der den Bundesstaat Virginia in beiden Kammern des Kongresses vertrat.

## Leben
Richard Brent kam auf Richland, dem Anwesen seiner Familie nahe dem Potomac River, zur Welt. Er studierte Rechtswissenschaften, wurde Mitglied der Anwaltskammer und begann danach als Jurist zu praktizieren. Im Jahr 1788 vertrat er sein Heimatcounty erstmals im Abgeordnetenhaus von Virginia; nachdem er ins Prince William County umgezogen war, gehörte er der Parlamentskammer erneut von 1793 bis 1794 sowie von 1800 bis 1801 an. Dazwischen war er vom 4. März 1795 bis zum 3. März 1799 Abgeordneter im US-Repräsentantenhaus in Washington. Eine weitere Amtsperiode als Abgeordneter im Repräsentantenhaus folgte vom 4. März 1801 bis zum 3. März 1803.
Von 1808 bis 1810 war Richard Brent dann Staatssenator in Virginia, ehe er seinen Staat ab dem 4. März 1809 schließlich im US-Senat repräsentierte. Noch vor dem Ende seiner Amtszeit starb er Ende 1814 in Washington. Er wurde auf dem Familienfriedhof auf dem Richland-Gelände beigesetzt.

## Familie
Sein Onkel Daniel Carroll war einer der Gründerväter der Vereinigten Staaten und Unterzeichner der Unabhängigkeitserklärung. Sein Neffe William Leigh Brent gehörte von 1823 bis 1829 für Louisiana dem US-Repräsentantenhaus an.